# 1905 na música

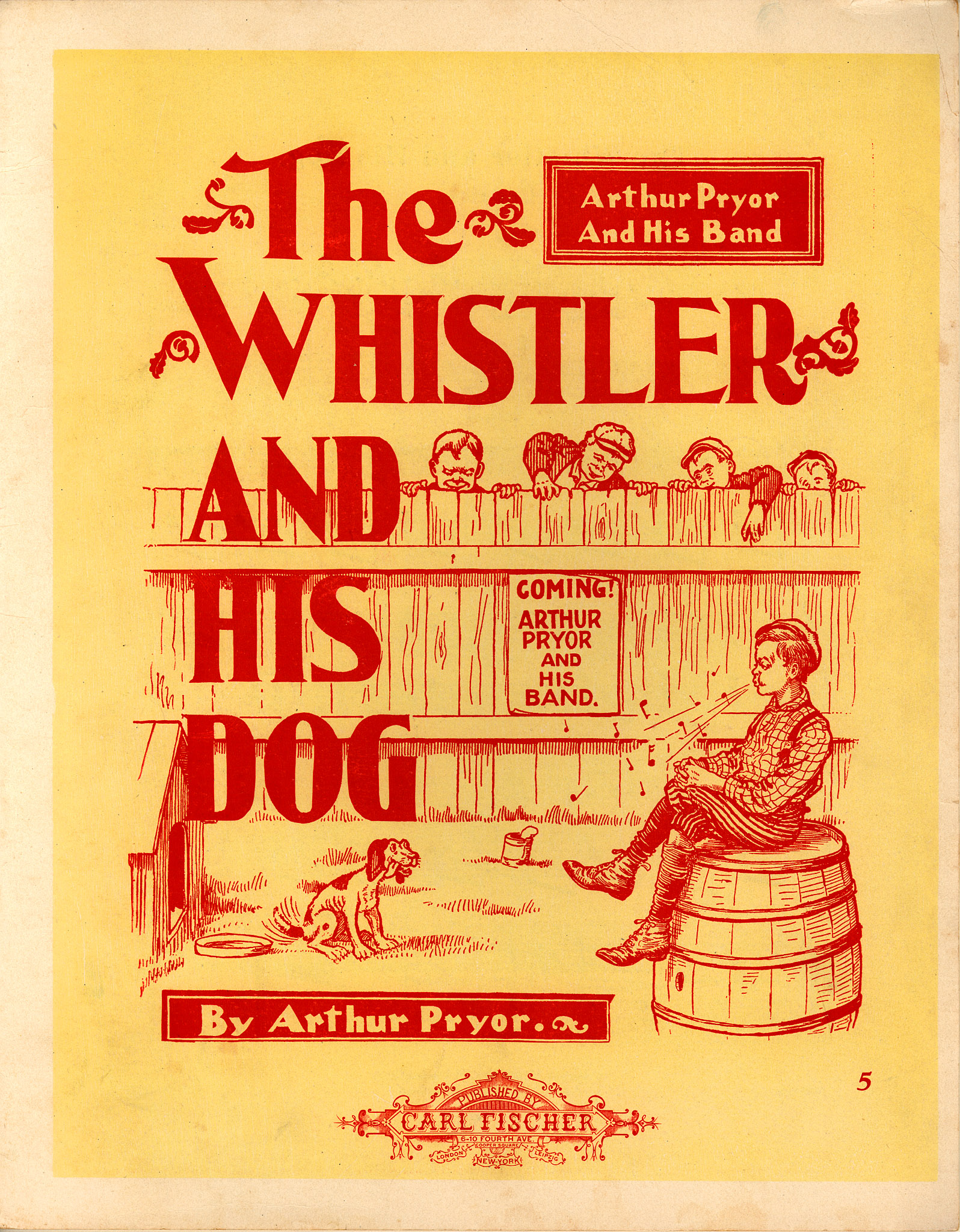
Capa de uma partitura, 1905

## Eventos
- 31 de Outubro - Mário Cokrane de Alencar é eleito para a Cadeira nº 21 da Academia Brasileira de Letras, ABL.

## Nascimentos
| Data            | Nome                               | Profissão                       | Nacionalidade  | Observações | Ref |
| --------------- | ---------------------------------- | ------------------------------- | -------------- | ----------- | --- |
| 12 de janeiro   | Tex Ritter                         | cantor                          | Estados Unidos | m. 1974     |     |
| 17 de Janeiro   | Peggy Gilbert                      | saxofonista                     | Estados Unidos | m. 2007     |     |
| 15 de Fevereiro | Waldemar Henrique da Costa Pereira | pianista, escritor e compositor | Brasil         | m. 1995     |     |
| 7 de Junho      | Arnaldo Rebello                    | pianista e compositor           | Brasil         | m. 1984     |     |
| 22 de Outubro   | Joseph Kosma                       | compositor                      | Hungria        | m. 1969     |     |
| 29 de outubro   | Adalgisa Neri                      | poetisa                         | Brasil         | m. 1980     |     |

## Mortes
| Data | Nome | Profissão | Nacionalidade | Observações | Ref |
| ---- | ---- | --------- | ------------- | ----------- | --- |